# Agnes von Bentheim und Steinfurt

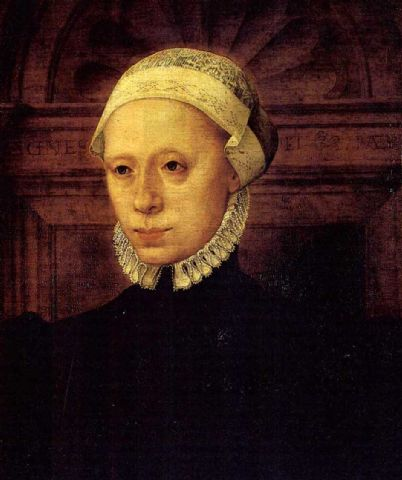
Agnes von Bentheim und Steinfurt

Agnes von Bentheim und Steinfurt (* um 1531; † 15. September 1589 in Nienburg) war von 1562 bis 1566 regierende Gräfin der Grafschaft Rietberg aus dem Haus Bentheim-Steinfurt.

## Herkunft und Familie
Agnes war die Tochter des Grafen Arnold II. von Bentheim-Steinfurt ä.L. und der Walburga von Brederode-Neuenahr. Ihr Bruder war Eberwin III. von Bentheim-Steinfurt. Sie heiratete den Grafen Johann II. von Rietberg, mit dem sie zwei Töchter hatte, Armgard und Walburgis. Nach dem frühen Tod ihres ersten Gatten heiratet sie den Grafen Otto VIII. von Hoya-Nienburg; diese Ehe blieb kinderlos.

## Die Rettung der Grafschaft Rietberg
Die Grafschaft Rietberg fiel nach dem Tod Johanns an den Lehnsherrn Landgraf Philipp von Hessen. Agnes aber versuchte nach dem Tod ihres Mannes 1562, die Grafschaft für ihre Tochter Armgard zurückzubekommen. In einem Brief an den Landgrafen vom 24. Januar 1563 zeigte sie diesem den Tod ihres Gemahls an. 

„Her Johan Graf zum Rittbergk, Esendts, Stettesdorff und Wittmunden, mein hertlieber her und gemahel seliger, durch willen des liben getrewen Gottes und fast nännigfaltig auferlegt Creutz: muhe und beschwarnus, mit zeitlich abesterbens aus diesem Jammerthal genommen worden.“

 In einem weiteren Brief im Juli 1563 beklagte sie die bitteren Jahre ihres Mannes in der Gefangenschaft: 

„Wi gar hartt sie meinen lieben Hern und Eheman selig mit Ihren unfurchtbarlichen Kraystagen umbgetrieben und nit allein nach seiner Wolfahrt, sondern auch nach lieb und leben, des sie nuhn leyder gesettigt worden sindt und gentzlich uffgeopffert, alles darumb ... daß der Rittpergische Stam gantz ausgerottet und sie meiner Khinder armut an sich ziehen und bringen mochten.“

 Der Briefwechsel, den Agnes wegen der Rückgabe der Grafschaft mit ihm führte, zeigt sie als ungewöhnlich sachkundig, aber auch ebenso hartnäckig wie diplomatisch. Von 1563 bis 1565 kämpfte sie darum auch mit kräftiger Finanzhilfe. Die Gräfin versicherte, sie werde Philipp alle seine Unkosten in dieser Sache ersetzen.
In einem Vertragsentwurf vom 11. März 1565 griff Hessen das Entschädigungsangebot auf und verlangte die Zahlung von 12.000 rheinischen Goldgulden bis zum 27. Mai. Schon am 6. Mai konnte Philipp den Empfang der recht erheblichen Summe bestätigen und stellte am Folgetag den neuen Lehnbrief auf Armgard aus. Allerdings blieb die Grenze zum Hochstift Paderborn umstritten. Man einigte sich schließlich am 7. Juni 1565. Die Rückgabe der Grafschaft an Agnes von Bentheim erfolgte dann am 14. Oktober 1566.
Obwohl, wie Zeitgenossen berichten, sie ihr erster Mann Johann II. nicht besonders aufmerksam behandelte, setzte sie auch alles daran, ihn in ein gutes Licht zu rücken. So ließ sie ihm zwei Epitaphe errichten. Das erste befindet sich an seinem Sterbeort Köln im Seitenschiff der romanischen Kirche Groß St. Martin. Es zeigt oben links als Wappen den „Rietberger Adler“, links unten die „Lippische Rose“, rechts oben das „Ostfriesische Wappen“. Auf dem Epitaph steht der Text: variis mulitsque huius saeculi aerumnis et clamitatibus defatigatus.
Auf dem Kenotaph in Esens wurde Agnes allerdings deutlicher:
„Er ward hinweggenommen aus diesem Jammertal

durch Anstiftung der Mißgünstigen ohne Zahl“
Im selben Jahr ließ sie das berühmte Familienbild des Grafen Johann II. von Rietberg vom Hermann tom Ring anfertigen.
Agnes von Bentheim und Steinfurt liegt in der Kirche St. Martin in Nienburg an der Seite ihres zweiten Gemahls bestattet.